# تقويم وقايع

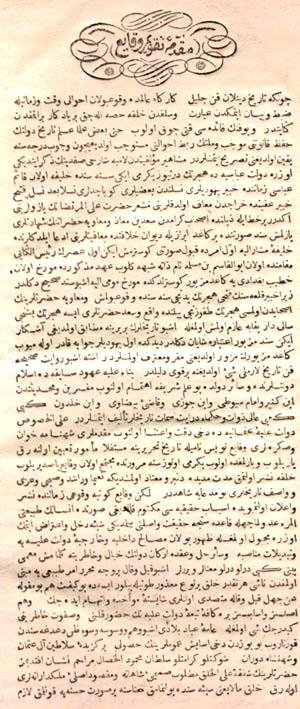
«تقويم وقايع»، سنة 1831 م.

تقويم وقايع (بالتركية: Takvim-i Vekayi)‏ هي أول صحيفة عثمانية، صدرت في 23 ربيع الآخر 1247 هـ / 1 تشرين الأول 1831 م بأمر من السلطان محمود الثاني.
كان قاضي مكة شيخ زاده أسعد أفندي هو أول ناظر للصحيفة، وكانت تطبع مرة في الأسبوع واشتراكها السنوي 120 قرشا. كانت مهمتها الأخبار المحلية والخارجية مع بعض الاهتمامات الأخرى.